# Sniper Elite III
Sniper Elite III este un joc video tactical shooter, dezvoltat de Rebellion Developments și publicat de 505 Games pentru platformele Microsoft Windows, PlayStation 3, PlayStation 4, Xbox 360 și Xbox One. Jocul este un prequel al lui Sniper Elite V2 (2012) și este cel de-al treilea titlu din seria Sniper Elite.
Acțiunea din Sniper Elite III are loc cu câțiva ani în urmă față de V2, avându-l în prim-plan pe ofițerul Karl Fairburne, de la Office of Strategic Services. El participă la conflictul Nord-African din timpul celui de-al Doilea Război Mondial, unde află de construirea unei arme minune de către ofițerii naziști.

## Gameplay
Jocul păstrează mecanicile jocului Sniper Elite V2. Jucătorul călătorește prin câmpurile de luptă din Africa de Nord.
Luneta este arma principală a jucătorului, iar armele adiționale includ mitraliera și pistoalele, cu sau fără amortizor. Pe lângă grenade, jucătorul poate amplasa bombe, mine și dinamită. Binoclul poate fi folosit pentru a depista inamicii din câmpul vizual, dezvăluindu-le poziția și mișcările. Jucătorul-personaj trebuie să-și țină respirația pentru a trage în linie dreaptă. O iconiță roșie va apărea prin lentilă, marcând punctul de impact. Pe tot parcursul jocului, se află părți de arme; acestea pot fi găsite prin prădarea morților, și pot fi folosite în meniul dinaintea începerii unei misiuni; meniul îți permite și să îți alegi echipamentul.
Mecanicile de stealth au fost refăcute. O iconiță cu un ochi se închide sau se deschide pentru a arăta nivelul de detecție al jucătorului. Soldații inamici vor avea și un cerc deasupra capetelor pentru a indica starea de alertă. Jucătorii sunt forțați să se mute pentru a preveni detecția, iar o imagine cu o fantomă albă va marca ultima poziție în care a fost văzut personajul, inamicul fiind nevoit să caute o zonă mai vastă. Ca și în jocul anterior, zgomotele puternice pot fi folosite pentru a masca tragerile cu luneta.
Un sistem cu puncte a fost implementat pentru asasinările stealth sau cu luneta, iar acumularea de puncte va duce la avansarea în grad. Jucătorii pot cerceta harta pentru a colecta diferite iteme speciale, precum carduri de colectori, sau pentru a debloca cuiburi pentru lunetiști. Paginile de jurnal furnizează informații despre evenimentele poveștii jocului.
Sistemul bullet cam cu raze X al lui V2 a fost păstrat și el. Noul joc arată și restul sistemelor muscular, scheletic și cardiovascular, pe când jocul anterior arăta doar structura internă a organismului. Jucătorul poate trage în continuare în vehicule, iar acum poate avea șansa de a ținti motorul și, în acest fel, să distrugă vehiculul respectiv.

### Modul multiplayer
Modul multiplayer al lui Sniper Elite III le permite jucătorilor să intre în luptă cu alți jucători. Există 5 tipuri de bătălii: Team deathmatch, Deathmatch, Distance King, No Cross și Capture the flag. Jucătorul poate alege dintr-o gamă largă de hărți cu medii deschise.

## Povestea
În iunie 1942, în timpul bătăliei de la Gazala, lunetisul OSS Karl Fairburne este trimis să-l asasineze pe Gen. Franz Vahlen și să-i descopere proiectul super-secret. El îi ajută pe soldații britanici să contra-atace forțele Gen. Erwin Rommel, dar, într-un final, portul orașului Tobruk este pierdut. Fairburne se îndreaptă către oaza Gaberoun din Libia pentru a ucide câțiva ofițeri și a afla locația lui Vahlen. El descoperă, însă, doar un document care spune despre proiectul lui Vahlen, Seuche (literal, ciuma). Long Range Desert Group îi cere ajutorul lui Fairburne în distrugerea a câtorva tunuri Flak 88 din trecătoarea Halfaya (granița Egiptului cu Libia). 
Singura speranță a lui Fairburne de a-l găsi pe Vahlen este de a elibera un informator britanic dinăuntrul fortului Rifugio. Omul, pe nume Brauer, îi spune despre întâlnirile ofițerilor din oaza Siwa, în vestul Egiptului. Fairburne, a cărui cariera i-a câștigat renumele de Wüstengeist (Fantoma Deșertului) la germani, se infiltrează în oraș și află despre planul ofițerilor de a-l trăda pe Vahlen în favoarea lui Hitler; aceasta urma să se întâmple prin trimiterea jurnalului personal al lui Vahlen la Berlin. Fairburne îl omoară pe ofițerul însărcinat cu această atribuție și fură cartea, în care se află detalii despre planurile de cucerire a Europei ale lui Vahlen atunci când Afrika Korps vor triumfa în Africa de Nord. Fairburne mai descoperă și că baza de operațiune a lui Vahlen se află undeva în trecătoarea Kasserine (vestul Tunisiei). 
Fairburne și Brauer se infiltrează în bază și descoperă dintr-un film secret că proiectul Seuche este un super-tanc cu numele de cod Ratte. Din păcate, Brauer este omorât de un tanc Tiger, dar Fairburne îl distruge, în semn de răzbunare. El îl îngroapă pe Brauer și ia un glonț din arma acestuia. Din cauza faptului că nu știe încă unde se află fabrica de producere a lui Ratte, Fairburne se alătură LRDG în asaltul aerodromului Pont du Fahs și găsește o hartă care duce către locul fabricii, aceasta aflându-se undeva în canionul Midès (sudul Tunisiei). El ajunge înăuntrul complexului și plantează bombe pentru a distruge atât fabrica, cât și prototipul Ratte. Pentru a declanșa detonarea, Fairburne amplasează un explozibil pe turela lui Ratte, urmând ca acesta să fie lovit de obuze. Vahlen este rănit în încercarea de a fugi din hangar, iar Fairburne îl omoară înainte de a scăpa din bază, cu glonțul pe care l-a luat din arma lui Brauer. 
Informațiile procurate de Fairburne despre Ratte fac ca USAAF și RAF să înceapă Bătălia de pe Ruhr, iar efectele Operațiunii Chastise îi forțează pe germani să abandoneze munca la proiectul Ratte.

## Conținut descărcabil
Pe 21 iulie 2014, Rebellion a anunțat un nou pachet DLC pentru Sniper Elite III. Acest pachet adăuga trei misiuni noi, în una dintre ele jucătorul trebuind să-l salveze pe Winston Churchill de la o tentativă de asasinare a nemților. În prima misiune, "In Shadows", Fairburne trebuie să descopere identitatea asasinilor lui Churchill. Pentru a face asta, el se strecoară înapoi în oaza Siwa, această zonă fiind acum în posesia Aliaților și pierdută de Axă. Misiunea se termină cu succes, Fairburne aflând identitatea asasinilor și liderului acestora. În a doua misiune, "Belly of the Beast", Fairburne trebuie să se infiltreze în baza asasinilor din munții Rif, în Maroc.  În drumul său, el descoperă dovezi despre o armă periculoasă, planuri care descriu cum va avea loc asasinarea, dar și unde va avea loc. În timpul misiunii finale, "Confrontation", Fairburne trebuie să-l salveze pe Churchill, prim-ministrul Marii Britanii fiind la Conferința de la Casablanca.  Fairburne trebuie să elimine fiecare amenințare la adresa lui Churchill, inclusiv mortare, mine, rachete, tancuri, soldați nemți și un lunetist mascat misterios, cunoscut doar ca Raubvogel.  Alte DLC-uri includ noi arme. Marea parte din DLC-uri sunt incluse în ediția Sniper Elite III Ultimate Edition, lansată în martie 2015. (Misiunea Hunt the Grey Wolf și unele personaje și arme nu sunt incluse.)

## Recepție
Sniper Elite III a primit recenzii mixte după lansare. GameRankings i-a acordat un rating de 71.85% versiunii pentru PC, 67.43% versiunii pentru Xbox One și 65.71% versiunii pentru PlayStation 4. Metacritic i-a acordat versiunii un scor de 71/100 versiunii pentru PC, 63/100 versiunii pentru Xbox One și 67/100 versiunii pentru PlayStation 4.
Matt Whittaker de la Hardcore Gamer i-a acordat jocului o notă de 3/5, spunând: "Cu toate că există anumite momente bune de stealth, Sniper Elite III este destul de amestecat. Narațiunea abisală, designul învechit al misiunilor, protagonistul plictisitor și modurile slabe pun în umbră tot ce a ieșit bine." Tyler Wilde de la PC Gamer i-a acordat jocului o notă 70/100, spunând: ”Unele dintre eșecurile lui Sniper Elite 3 sunt amuzante [...] iar unele sunt frustrante, dar ideile sunt bune și sper că nu se vor opri aici. [...] Sper ca Sniper Elite 4 să vină cu îmbunătățiri majore."
Mikel Reparaz de la IGN i-a acordat jocului o notă de 3/5, spunând: "Sniper Elite III strălucește la partea de stealth." Reparaz nu a apreciat povestea și inteligența artificială slabă, dar a vorbit pozitiv despre nivele, dar și despre libertatea de a alege propria tactică.
David Roberts de la GamesRadar i-a acordat jocului o notă de 3 din 5. Și el a lăudat libertatea de a alege propria tactică, dar a simțit că Kill-cam-ul, o funcție cool de altfel, "își pierde din farmec repede". Roberts și-a exprimat bucuria de a-i nimeri în cap pe adversari de la peste un kilometru, spunând că "nu se învechește niciodată". Principalele probleme ale lui Roberts cu jocul au fost "lipsa de lustruire", dar și "narațiunea plată" și "obiectivele simpliste". "Sniper Elite 3 are momentele sale interesante," a spus Roberts, "dar fie că vânezi soldați neatenți sau ești vânat de alți lunetiști, sunt prea multe probleme tehnice și narative de ignorat."
Dan Whitehead de la Eurogamer i-a acordat jocului o notă de 7/10, spunând: "Pachetul este încă un diamant neșlefuit, dar este o îmbunătățire față de predecesorii săi. Kill-cam-ul rămâne o încântare delicioasă și forța care ține jocul întreg, dar jocul încă trebuie revizuit la multe categorii. Chiar și cu problemele sale, totuși, Sniper Elite 3 este un joc de acțiune agreabil. Poate nu este perfect, dar se apropie cu fiecare glonț."
Tim Turi de la Game Informer i-a acordat jocului o notă de 6.5/10, având impresii mixte despre grafică, sunet, Kill-cam și controale. El a scris în recenzia sa: "Admit că apreciez asasinările dure și să trăiesc fantezia de lunetist, dar Sniper Elite III livrează numai puțin din ultima. Dacă nu te saturi de împușcăturile dramatice și transparente către inamici, Sniper Elite III este o alegere bună. Dacă te interesează mai mult decât gloria unui asasinat, caută în altă parte."
Josiah Renaudin de la GameSpot i-a acordat jocului o notă de 6/10. Renaudin nu a apreciat echilibrul dintre a trage cu luneta (pe care l-a lăudat) și stealth, spunând că acesta este anost. Renaudin a numit kill-cam-ul în slow-motion "surprinzător de satisfăcător", spunând că mediul colorat este o îmbunătățire față de titlurile anterioare. În ultimul rând, cu toate că Renaudin a crezut că povestea a fost "neinspirată" și modul multiplayer "stricat", și el a lăudat designul nivelelor, deoarece încurajează creativitatea.